# Civil vallás
A civil vallás kifejezés modern értelemben Robert N. Bellah amerikai szociológus révén került a szociológiai szakszótárba. Funkcionális vallásdefiníció az olyan jelenségekre, melyekben a társadalom politikusai Istenre, a Bibliára, a kereszténységre vagy egyéb, egyetemesnek tételezett értékre hivatkoznak a társadalmi kohézió megteremtése vagy fenntartása érdekében. Más szóval a „nemzet transzcendens egyetemes vallása”.

## További szerzők
Rousseau a Társadalmi szerződés, Talcott Parsons A civil vallás perspektívái, Hermann Lübbe a Vallás a felvilágosodás után, Niklas Luhmann az Alapértékek mint civil vallás című műveikben elemezték behatóbban a fogalom árnyalatait.
A magyar szociológiában Molnár Attila Károly egyik tanulmánya tárgyalta a fogalom történeti dimenzióit, Gerő András foglalkozott a XIX. századi Magyarország civil vallásával, Máté-Tóth András a nemzetfogalommal mint civil vallással.